# Le Dernier Olympien
Le Dernier Olympien (titre original : The Last Olympian), écrit par Rick Riordan et paru aux éditions Hyperion Books en 2009, est le cinquième tome de la série Percy Jackson. Il a été traduit en français par Mona de Pracontal.

## Résumé
La fin du monde a commencé.
Lorsque Charles Beckendorf atterrit sur la Prius de Paul avec Blackjack le Pégase, Percy sait que c'est fini.
Leur mission consiste à faire exploser le Princesse Andromède. La mission est réussie, mais au prix de la mort de Beckendorf, lui et Percy ayant été dénoncés par un espion interne à la Colonie. 
De retour à la Colonie, Percy est mis au courant de la Prophétie complète. Il y trouve Nico di Angelo, qui le convainc de se plonger dans le Styx pour recevoir l'invincibilité. La guerre commence.
À Manhattan, les mortels sont endormis par Morphée, qui est passé du côté de Cronos. la bataille oppose la Colonie aux forces des Titans. 
Typhon, qui s'est réveillé marche droit vers New York, à peine ralenti par les dieux. 
Durant la bataille, Percy se retrouve à affronter une truie géante, des divinités fluviales, le Titan Hypérion, et même un drakôn. 
Poséidon, convaincu par Percy, se joint au combat et terrasse Typhon. Hadès, jusque-là resté dans son royaume se joint également à la bataille. 
Cronos finit par accéder à la salle du trône de l'Olympe. Le combat final va s'y dérouler. Luke, pendant quelques secondes, reprendra le contrôle de son corps. Cela sera suffisant à Percy pour prendre la décision qui permettra de sauvegarder les dieux. 
La guerre est terminée, et la victoire est fêtée dignement, et même Hadès est autorisé à aller sur l'Olympe. Les demi-dieux sont récompensés pour leur courage et leur force. Zeus accorde à Percy le pouvoir de devenir un dieu mais il refuse et le monde connaît enfin un moment de paix.
Plus tard, Rachel Elizabeth Dare accueille en elle l'esprit de l'Oracle de Delphes et révèle la nouvelle grande prophétie.
Percy et Annabeth qui s'aimaient s'embrassent et ensuite ils quittent la colonie
Ce livre est basé sur les aventures d’Achille.

## Prophétie
Contrairement aux précédents ouvrages, la prophétie ne concerne aucune quête. Il s'agit uniquement de la Grande Prophétie qui décidera du sort de l'Olympe. Percy Jackson la trouve sur un des colliers de l'Oracle et la lit devant ses amis : 
Un demi-dieu fils des trois grands,1

Atteindra l'âge de seize ans contre vents et marées,2 

Le monde pris dans un sommeil sans fin il verra,3 

L'âme du héros, une lame maudite la fauchera.4 

Un choix suprême mettra fin à ses jours. 5 

Pour l'Olympe préserver ou céder sans retour.6
- 1 Le demi-dieu est Percy Jackson, fils de Poséidon, un des trois grands.
- 2 Percy a atteint l'âge de 16 ans malgré tous les obstacles de ses précédentes quêtes.
- 3 Le dieu Morphée a endormi la ville de New York pour permettre à Cronos d'envahir Manhattan.
- 4 Le héros en question est Luke Castellan, fils d'Hermès (bien qu'il fût cru par tous que c'était Percy). Il sera tué par le poignard d'Annabeth, maudit parce-que Luke n'a pas respecté la promesse qu'il lui a faite lorsqu'il lui a offert : qu'un jour, ils formeraient une vraie famille.
- 5 Le choix est celui de Percy: faire confiance à Luke et lui donner le poignard afin qu'il détruise Cronos en se poignardant lui-même à l'endroit de son point faible.
- 6 Si Percy ne lui avait pas donné le poignard, l'Olympe aurait été condamné à la destruction.